# Магненцій
Магненцій (лат. Flavius Magnus Magnentius, * бл. 303, Амбіанум (сьогодні Ам'єн) — † 10 серпня 353, Луґдунум (сьогодні Ліон) — імператор (узурпатор) Римської імперії з 350 по 353 роки.
Народився в Самаробріві (Ам'єн), Галлія, Магненцій був сином бриттського батька та франкської матері. Він служив у protectores, престижному корпусі охоронців імператорської свити, і був підвищений до коміта йовіанів і геркуліанів, підрозділів імперської гвардії. Магненцій, здається, був ефективним на своїй посаді та його любили інші важливі судові чиновники, зокрема Марцеллін, «comes rerum privatarum», який підтримував його узурпацію..

## Ранні роки життя і становлення імператором
Народився в Самаробріві (Ам'єн), Галлія, Магненцій був сином британського батька та франкської матері. Він служив у protectores, престижному корпусі охоронців імператорської свити, і був підвищений до коміта  йовіанів і геркуліанів, підрозділів імперської гвардії. Магненцій, здається, був ефективним на своїй посаді та його любили інші важливі судові чиновники, зокрема Марцеллін, «comes rerum privatarum», який підтримував його узурпацію.
Придворні чиновники вступили у змову, щоб повалити Константа та поставити Магненція при владі. Згідно до стародавніх джерел, його висміюють як розпусного, некомпетентного та гомосексуала. Існує плутанина щодо деталей, але в Августулі (Autun) 18 січня 350 року Магненцій оголосив про свою спробу отримати владу, відвідавши вечерю, вийшовши на мить і знову увійшовши в кімнату в пурпуровій тозі (традиційний одяг імператора). Прихильники вечірки, або весь, або частково учасники сюжету, вітали його Августом.
Пізніше Магненцій підкупив міську варту, щоб забезпечити їхню лояльність, і заборонив жителям Августула залишати місто, щоб запобігти поширенню новин. Прагнувши знищити Констанса, який тоді полював біля Піренеїв подалі від своїх військ, Магненцій послав контингент, щоб знищити його, і Констанс був убитий під Геленою (біля Перпіньян). Зосим стверджує, що цю силу очолював Гаізон, і що його консульство у 351 р. була винагорода за цей вчинок. коли ці прихильники прибули, їх убили на місці..

## Правління
Раннє правління Магненція відзначене його спробами отримати політичну легітимність. Він не мав зв'язку з династією Костянтинів, тому Магненцій одружився з Юстиною, правнучкою Костянтина (і майбутньою дружиною Валентиніана). Він намагався створити образ себе як визволителя, і карбував монети з такими написами, як «визволитель римського світу». Крім того, Магненцій, схоже, спочатку проводив політику дипломатії з Констанцієм. Сподіваючись спонукати імператора визнати його офіційно: протягом перших шести місяців свого правління Магненцій говорив про Констанція як про свого старшого та карбував монети з його зображенням. Магненцій також звернувся до суперечливого єпископа Афанасій, який зрештою вирішив стати на бік Констанція, і скасував деякі обмеження Констанса щодо язичницьких жертвоприношень в Італії. Це останнє рішення, спрямоване на завоювання підтримки заможних італійських язичників, виявилося досить грубим політичним маневром і принесло Магненцію репутацію самого язичника.
Незважаючи на свої зусилля, Магненцій залишався політично вразливим. Констанцій знав, що легітимізація людини, яка вбила його брата, створить неприйнятний прецедент, і тому підготувався до походу на Захід. В Італії контроль Магненція над Римом виявився слабким, і Юлій Непотіан, племінник Костянтина, захопив і утримував місто протягом 27 днів. Магненцій послав Марцелліна (тепер підвищений до magister officiorum), щоб відвоювати місто. В Іллірії, Ветраніо був проголошений імператором за підтримки сестри Констанція Константини 1 березня 350 року. Хоча він публічно об'єднався з Магненцієм , багато сучасних вчених стверджують, що Ветраніо працював на Констанція з самого початку, не дозволяючи Магненцію загрожувати Константинополю, поки Констанцій не зміг вирушити на Захід.

## Громадянська війна

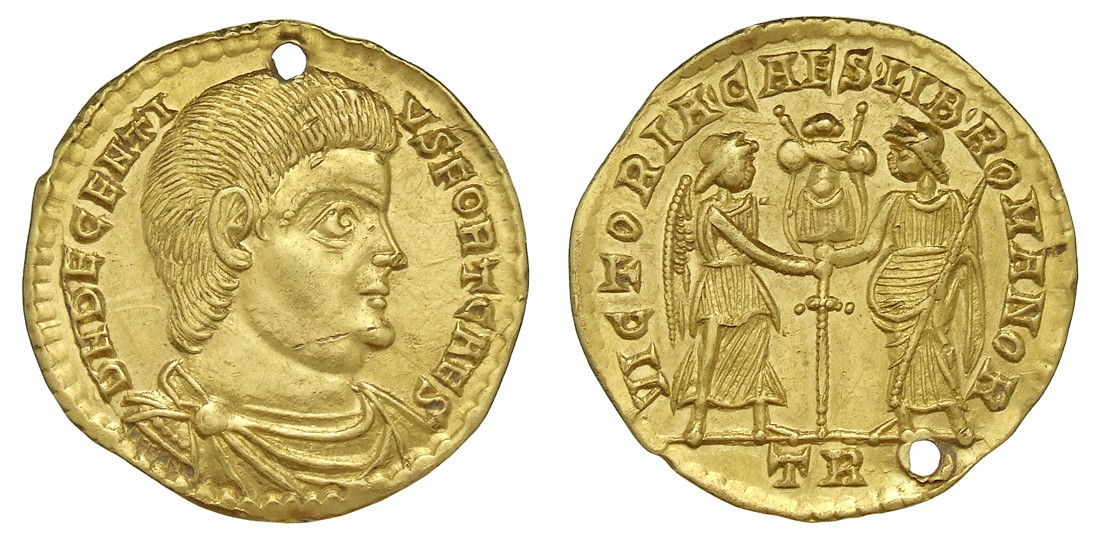
Солід Децензія з легендою:
decentivs / victoria

До літа 350 року стало зрозуміло, що війна між Констанцієм і Магненцієм неминуча. Магненцій уже переїхав на схід через весну і призначив свого брата Децензія цезарем, щоб контролювати Галлію під час його відсутності.. Восени 350 року Констанцій успішно зняв перську облогу Нісібіс і уклав номінальний мир із Сасанідською імперією. Призначивши Констанція Галла «цезарем» і довіривши командування східними легіонами Луцилліану, Констанцій рушив на захід. 25 грудня 350 року він прийняв відставку Ветріано в Іллірії. Сучасні вчені вважають подію запланованою, але стародавні джерела описують Констанція як переможця лише завдяки риторичним здібностям.
Констанцій і Магненцій зимували далеко один від одного, і на початку 351 року обидві сторони загравали з ідеєю миру. Констанцій запропонував Магненцію контролювати Галлію, що Магненцій відхилив. Сила Магненція могла повільно покидати його,, оскільки він, здається, наполягав на битві: або в ніч перед битвою, або задовго до цього (конфлікт рахунків) важливий полководець Сільван перебіг до Констанція. Після невдачі взяти місто Мурса, сили Магненція наблизилися до сил Констанція, і відбулася битва при Мурсі. Констанцій здобув Піррову перемогу в одній із найбільших битв, які коли-небудь проводилися серед римлян: низькі оцінки свідчать про понад 50 000 смертей.

## Смерть
Магненцій відступив через Альпи, можливо, після того, як йому завадили потрапити в Італію через встановлення вірних Констанцію гарнізонів. Магненцій заблокував проходи на захід, а Констанцій вступив у сутички з варварами, щоб північний схід протягом решти року.
352 рік ознаменований невдалими спробами Магненція укласти мир із Констанцієм: Магненцій відправив до Констанція посольство, яке, стурбоване шпигунством, не дозволило їм дістатися до нього. Потім Магненцій послав до Констанція збори єпископів із повідомленням, що він готовий піти у відставку і зайняти солдатську посаду під проводом Констанція. Констанцій також відхилив цю пропозицію. Легіони Магненція вздовж Рейну почали масово дезертирувати, доступ до північної Галлії та Іспанії було заблоковано, і, зрештою, він не зміг навіть ефективно запобігти дезертирству у своєму таборі.
Десь у 353 році Магненцій намагався вбити Констанція Галла, цезаря Констанція, намагаючись відкрити Східну імперію для нападу. Цей випадок згадується лише в розповіді Зонари, хоча деякі вчені бачать уривок у Амміана Марцелліна як підтвердження.
Констанцій перетнув Альпи в 353 році, , а Магненцій завершив боротьбу в липні того ж року в битві при Монс Селевку, після чого втік до Лугдунум (Lyons). Там його дім був оточений військами Констанція і що він накинувся на свого брата Дезидерія  Однак більшість джерел погоджуються, що 10 або 11 серпня 353 року він покінчив життя самогубством, упавши на свій меч.  Його брат Магн Децензій повісився, коли отримав звістку.

## Релігія
Релігійні переконання Магненція залишаються предметом суперечок серед учених. Багато хто стверджує, що Магненцій був, принаймні номінально, християнином. Однак деякі джерела натякають на відновлення язичництва під час його короткого правління. Епіграфічні дані свідчать про те, що він дозволяв язичникам здійснювати жертвоприношення вночі, практику, яка була заборонена Константом. Філосторгій описує Магненція як демонопоклонника, а Зонарас розповідає історію про те, як він використовував чорну магію. Нумізматично, монети Магненція не є ні явно язичницькими, ні християнськими, за винятком серії монет із  Христограма. Цей символ став асоціюватися виключно з християнством, але це може не відображати тогочасних поглядів: МакМаллен стверджує, що Магненцій був язичником, а Хі-Ро був настільки дехристиянизований до середини четвертого століття, що міг вільно ним користуватися.

## Згадки
1. ↑  Існування Дезидерія оскаржується; його згадує лише Зонарас. [16][4]

1. Згадується лише в розповіді Петра Патриція.[1]
2. Хоча сучасні вчені часто дають повне ім'я Магненція як Flavius Magnus Magnentius [2], ім'я Флавій не зустрічається в жодному написі чи звіті історика; її приписують лише Магненцію на підставі однієї, нині рідкісної монети, викарбуваної в Аквілеї.[3][4][5][6] Можливо, Магненцій прийняв номен, намагаючись наслідувати династію Костянтинів.[7] Крім того, його поява на монеті може бути просто помилкою.
3. Письменник п'ятого століття Гідатій вказує 11 серпня [12], тоді як Хроніка Пасхи сьомого століття вказує 10 серпня [13].
4. Існування Дезидерія спірне; його згадує лише Зонара, можливо, намагаючись узгодити втрачені для нас джерела.[21][9]